# الحدود الإثيوبية السودانية
الحدود الإثيوبية السودانية هي الحدود الدولية التي تفصل بين إثيوبيا والسودان. إنها تمتد من الحدود الثلاثية بين السودان وإثيوبيا وإريتريا شمالًا إلى الجنوب على الحدود الثلاثية بين السودان وإثيوبيا وجنوب السودان.
حتى استقلال إريتريا في عام 1993، كانت هذه الحدود تمتد إلى البحر الأحمر في الشمال وكان طولها حوالي 2200 كيلومتر. وفي عام 2011 تم تقليص الحدود بمقدار النصف تقريبًا بسبب استقلال جنوب السودان.
لم يتم الانتهاء من ترسيم الحدود، حيث توجد محادثات حديثة بين الدولتين من أجل الانتهاء من العملية التي بدأت في عام 2001. لقد أدانت المعارضة الإثيوبية بعض هذه المبادرات. إنها منطقة غير آمنة تشهد مناوشات متفرقة بين الجيش الإثيوبي والقوات الانفصالية التابعة لجبهة تحرير أورومو.

## الجدل
جدل الحدود الإثيوبية السودانية (بالأمهرية: አወዛጋቢው የኢትዮ ሱዳን ድንበር)‏ هي حدود متنازع عليها بين جمهورية إثيوبيا الديمقراطية الاتحادية وحكومة السودان منذ القرن التاسع عشر. تشترك إثيوبيا والسودان في حدود طويلة جدًا بطول 1600 كيلومتر. وبالنسبة للسودان الذي كان تحت استعمار الإمبراطورية البريطانية، لم يكن هناك ترسيم واضح للحدود بين إثيوبيا والسودان. لكن في عام 1902، وبعد توقيع المعاهدة الإنجليزية الإثيوبية، عندما كان السودان تحت الحكم البريطاني، رسّمت الإمبراطورية البريطانية الحدود بمساعدة تشارلز غوين، المهندس الملكي البريطاني، دون وجود الإمبراطورية الإثيوبية. ومع عدم قبولها من قبل الإمبراطورية الإثيوبية، إلا أن الحدود الاستعمارية لإثيوبيا والسودان غير واضحة لأنها تعتمد بشكل أساسي على علامات الأرض الطبيعية مثل الجبال والأشجار والأنهار.
في عام 1956، وعندما كانت إثيوبيا تحت حكم هيلا سيلاسي، حقق السودان الاستقلال عن الإستعمار البريطانية. ومع هذا لم ينشأ السلام بين الجارين، لأن حكومة السودان دعمت الجماعات المسلحة وجبهة التحرير الإريترية والجبهة الشعبية لتحرير إريتريا التي قاتلت حكومة هيلا سيلاسي على طول الحدود الإثيوبية السودانية. بعد ذلك، التزمت الحكومة الإمبراطورية الإثيوبية بدعم حركة التمرد في جنوب السودان المعروفة باسم الأنيانيا. تسبب هذا في الحرب الأهلية السودانية الأولى التي دارت بين 1955 و1972.
في 17 فبراير 1972، عقدت إثيوبيا مؤتمر سلام في أديس أبابا، عاصمة إثيوبيا، بين متمردي جنوب السودان والسودان. هذا سمح بوقف الحرب الأهلية السودانية الأولى، وأعاد العلاقات بين إثيوبيا والسودان بشكل جيد.
في عام 1972، تبادل السودان وإثيوبيا الملاحظات بشأن مشاكل الحدود بينهما. ومع ذلك، فشل تبادل المذكرات بين إثيوبيا والسودان في تسوية مسألة بارو البارزة أو اتخاذ الترتيبات لوقف اللصوصية وإقامة التعايش السلمي بين الرعاة. كما أن محادثات إثيوبيا والسودان عام 1972، فشلت في التوصل إلى حل طويل الأجل قابل للتطبيق لأنها لم تعيد تحديد المكان الذي يجب أن تمر فيه الحدود فوق بارو البارز.
في 15 ديسمبر 2020 وبعد 49 عام، وضع هذا النزاع الحدودي المثير للجدل إثيوبيا والسودان في مواجهة حدودية. الآن صار الصدام الحدودي مستمرًا بين إثيوبيا والسودان.

## فهرس
- (بالإنجليزية) Seri-Hersch (Iris) [2010], «“Transborder” Exchange of People, Things and Representations: Revisiting the Conflict Between Mahdist Sudan and Christian Ethiopia, 1885-1889», The Internacional Periódico of African Historical Studies, vuelo. 43, n° 1, pp. 1–26
- (بالإنجليزية) Dereje Feyissa [2010], «The cultural construcción of state borders: the view from Gambella», Journal of Eastern African Studies, vuelo. 4, n° 2, pp. 314–330